# Catello Amarante
Catello Amarante (født 15. august 1979 i Napoli, Italien) er en italiensk tidligere roer.
Amarantes første store resultat var en VM-sølvmedalje, som han vandt i letvægtstoeren i 1998. Han kom i 2000 med i den italiensk letvægtsfirer, der ved OL samme år i Sydney blev nummer fire. Samme placering opnåede de ved VM i 2001, mens de ved VM i 2002 vandt sølv. Det var i den periode, hvor den danske "Guldfirer" dominerede klassen, og det var da også danskerne, der vandt guld i 2002. Året efter vandt italienerne VM-bronze, hvor danskerne igen vandt konkurrencen.
Amarante deltog sammen med Lorenzo Bertini, Salvatore Amitrano og Bruno Mascarenhas (der også havde været med i årene forinden) i letvægtsfireren ved OL 2004 i Athen. Italienerne blev nummer to i deres indledende heat (efter Danmark) og vandt derpå deres semifinale. I finalen var Danmark endnu engang hurtigst, mens Australien blev nummer to og italienerne nummer tre.
Ved VM i 2005 roede Amarante letvægtstoer og var i denne båd med til at vinde VM-bronze, men i 2007 var han tilbage i letvægtsfireren, der vandt VM-bronze og guld ved det første EM. Han roede også letvægtsfirer ved OL 2008 i Beijing, hvor italienerne vandt B-finalen og dermed blev nummer syv. Han sluttede sin karriere i letvægtsotteren og var med til at vinde VM-sølv i denne i 2011.

## OL-medaljer
- 2004:  Bronze i letvægtsfirer